# Felix Leiter
Felix Leiter és un personatge secundari de ficció a les novel·les de James Bond escrites per Ian Fleming, així com a les pel·lícules derivades.

## A la literatura
És un agent secret de la CIA i gran amic de Bond. Aquest texà ros esdevé ràpidament un alegre company per a James Bond, que comparteix amb ell nombroses sortides fortament alcoholitzades. Aquest vell Marine americà li serveix de guia als Estats Units.
Amb Ian Fleming, apareix des de la primera novel·la de la sèrie Casino Royale on treballa per a la CIA a París. Se'l troba després a Live and Let Die, on és mutilat pels homes de Mr. BIG que el llancen als taurons. Perd una cama, un braç i una part de la cara.
Conseqüència d'aquestes mutilacions, és retirat de la CIA i treballa per a l'agència de detectius Pinkerton. Llavors reapareix a  Calents els glaçons! .
El trobem després a  Operació Tro  on, mentre que és reservista per a la CIA, s'introdueix en un combat submarí malgrat les seves mutilacions.
Torna igualment a  L'home de la pistola d'or, l'última novel·la d'Ian Fleming.
John Gardner el menciona a Missió particular, on James Bond s'associa amb Sandra Leiter, la filla de Felix Leiter. Després torna a Guanyar, perdre o morir.

## Al cinema
En la sèrie de les pel·lícules de James Bond, el personatge de Felix Leiter apareix des del primer episodi ( Dr. No ). Amb els trets de l'actor Jack Lord, Leiter aconsegueix sorprendre Bond, però els dos homes no triguen a simpatitzar i a col·laborar, fins i tot quan el personatge de Leiter no ocupa finalment més que un lloc menor en l'acció. Aquest repartiment dels «papers» entre Bond i el seu acòlit de la CIA perdurarà al llarg de la sèrie, havent de conformar-se més sovint Leiter amb un paper d'intendència a les missions, tot somrient amb indulgència a les ximpleries sentimentals del seu amic.
Contràriament a altres segons papers recurrents, el personatge de Felix Leiter ha donat lloc a múltiples intèrprets, segons un repartiment més o menys assenyat. Bond i Leiter són considerats vells amics, però moltes vegades (com a  Goldfinger  o  Diamants per a l'eternitat ) la diferència d'edat aparent entre Leiter i Bond fa difícilment creïble una vella complicitat.
El personatge de Leiter no té una importància central en la intriga més que a Llicència per matar (1989): reconvertit en agent de la DEA, Leiter és horriblement torturat i és mutilat pels taurons d'un malfactor sàdic. Aquest esdeveniment comporta un desig de venjança de Bond, cosa que constitueix la trama principal de la pel·lícula. Aquest episodi dels taurons era relatat al llibre Taurons i serveis secrets que va servir de base a la pel·lícula  Viu i deixa morir  però en la qual els guionistes es van estalviar Leiter.
El personatge de Leiter va fer la seva tornada a  Casino Royale  de 2006. Trencant aquesta pel·lícula la continuïtat dels episodis precedents, dona lloc a una nova «primera» trobada amb Bond. És igualment la primera vegada en què Leiter és afroamericà en un James Bond oficial (ja va ser així a la pel·lícula d'Irvin Kershner  Mai diguis mai més).
Actors que han interpretat el paper de Felix Leiter
- Jack Lord (Dr. No - 1962)
- Cec Linder (Goldfinger - 1964)
- Rik Van Nutter (Operació Tro - 1965)
- Norman Burton (Diamants per a l'eternitat - 1971)
- David Hedison (Viu i deixa morir - 1973)
- Bernie Casey (Mai diguis mai més - 1983) (no oficial)
- John Terry (007: Alta tensió - 1987)
- David Hedison (Llicència per matar - 1989)
- Jeffrey Wright (Casino Royale - 2006)
- Jeffrey Wright (Quantum of Solace - 2008)